# Domenik Klemme
Dominic Klemme é um exciclista alemão nascido a 31 de outubro de 1986 em Lemgo. Na sua carreira esteve em equipas como a Saxo Bank e Leopard-Trek.

## Biografia
A sua carreira começou em 2006 na equipa amador Heinz Von Heiden. Essa era uma equipa muito pequena e com um calendário muito limitado e uniu-se à equipa profissional de categoria Continental Team 3C-Gruppe Lamonta. Distinguiu-se na sua primeira temporada ao conseguir o oitavo posto no Giro de Münsterland no sprint, mas também conseguiu ganhar o Campeonato Alemão de Ciclismo sub-23 e um sétimo lugar no Campeonato do Mundo sub-23. Em 2008, terminou no mês de março no pódio da Beverbeek Classic, por trás de Johan Coenen e Thomas Berkhout, e depois ganhou o G. P. Villa de Lillers-Souvenir Bruno Comini. Em junho, ganhou uma etapa no Tour de Thuringe, superando ao sprint a Remi Cusín, e durante dois dias é o maillot de líder, acabando ao final o quinto da geral. Por último, em agosto, ganhou às suas primeiras vitórias da primeira categoria, uma etapa do Regio Tour, e em especial a Druivenkoers Overijse. Apesar de ganhar duas etapas no Tour de l'Avenir, não ganha o Campeonato do Mundo sub-23, terminando 13.º.
Graças aos seus bons resultados Klemme une-se em 2009 à equipa ProTour Team Saxo Bank. No seu primeiro ano neste nível, que o descreve como um ano de aprendizagem, termina 2.º do Campeonato da Alemanha de ciclismo de estrada, batido ao sprint por Martin Reimer. Estreia na temporada de 2010 com a intenção de participar nas clássicas, na Volta a Espanha e nos campeonatos do mundo, onde será escudeiro de Andre Greipel. Termina terceiro do Hel van het Mergelland. Klemme joga o papel de gregário nas clássicas de Flandres para ajudar ao seu colega Fabian Cancellara o que lhe valeu para acabar 14.º da Paris-Roubaix.

## Palmarés
2008
- G. P. Villa de Lillers-Souvenir Bruno Comini
- 1 etapa do Tour de Thuringe
- 1 etapa do Regio-Tour
- Druivenkoers Overijse
- 2 etapas do Tour de l'Avenir

2009
- 2.º no Campeonato da Alemanha em Estrada

2011
- Le Samyn

## Resultados nas Grandes Voltas

### Volta a Espanha
- 2010 : 155.º
- 2014 : Ab.